# Ataíde (mitologia)

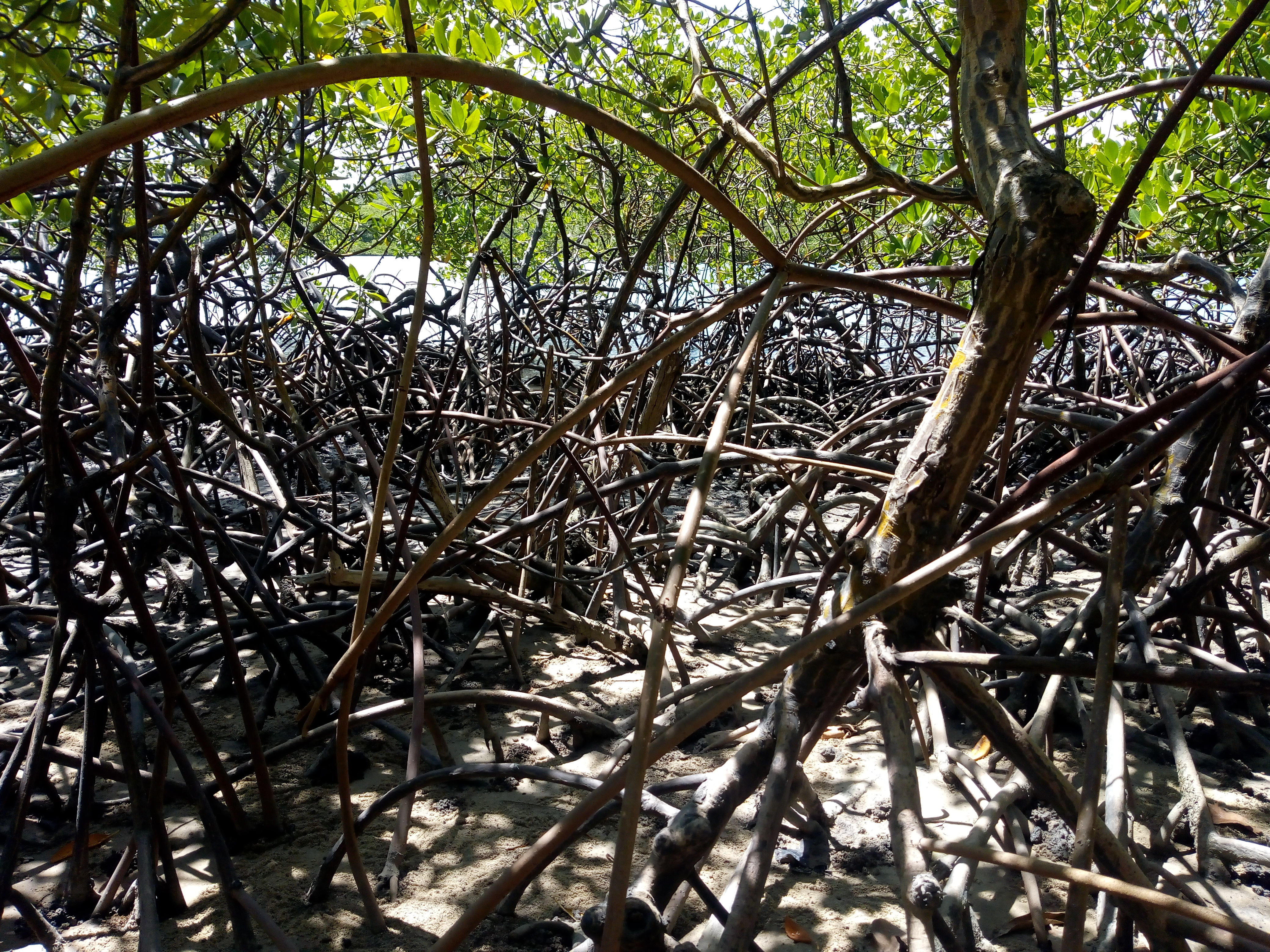
Mangue, habitat e área de proteção do Ataíde.

Ataíde é um encantado do mangue, que na Pajelança cabocla são chamados de Oiaras, da cidade de Bragança, que fica localizada no nordeste do estado brasileiro do Pará. Esta entidade é conhecida como protetora da natureza local, território banhado por rios e mangues.
Assim como o Boitatá, a Iara e outros seres místicos presente na cultura paraense, o Ataíde possui características animalescas, como um corpo coberto de pelos, garras grandes, força e membros sobre-humanos. Destaca-se a caraterística sexual da criatura, que é sempre retratada com uma genitália de tamanho desproporcionalmente grande. O que, muitas vezes, a torna motivo de piada e erotização por parte da população.
Ao realizar a proteção desses espaços, o Ataíde acaba castigando quem prejudica a natureza da região. Dentre os castigos, estão a violência física, a violência sexual e mesmo a morte do indivíduo que colocou em risco o funcionamento natural da biodiversidade local. Esses aspectos contribuíram para que a figura da criatura fosse temida pelos moradores da cidade de Bragança, principalmente pelos trabalhadores que vivem do comércio pesqueiro e da coleta de caranguejos nos mangues, áreas sob proteção do Ataíde.
Nas narrativas populares, o Ataíde é caracterizado por habitar as regiões de biodiversidade bragantina. Diz-se que as chances de encontrar com essa entidade são maiores quando as pessoas circulam em áreas próximas às matas, aos rios e aos mangues. De modo que, vários ribeirinhos e pescadores evitam as idas ao mangue para a coleta de caranguejos nos horários de 12h00 e 18h00 (horários ditos com maior chances de ser atacado pelo Ataíde). Também existem relatos de que as chances de ataques aumentam durante a época de reprodução dos caranguejos.
No ano de 2018, o artista Moacir de Pinheiro Cardoso Filho criou uma pintura do Ataíde na Praça Edwaldo de Souza Martins, na cidade de Bragança. A obra retratava o Ataíde com um caranguejo em suas garras e seu membro fálico enrolado em seu pescoço. Ao fundo, foi retratado o ambiente de um mangue, com um rio e toda fauna e flora da região.